# Podróż apostolska Franciszka do Portugalii (2017)
Podróż apostolska papieża Franciszka do Portugalii odbyła się w dniach 12–13 maja 2017 i przebiegała pod hasłem Z Maryją, pielgrzym nadziei i pokoju.
Wizyta ta miała na celu upamiętnienie 100. rocznicy pierwszych objawień Matki Bożej trzem pastuszkom Hiacyncie i Franciszkowi Marto oraz Łucji dos Santos, które miało miejsce 13 maja 1917. Jednym z punktów tej podróży była uroczysta kanonizacja Franciszka i Hiacynty Marto.
Franciszek był czwartym biskupem Rzymu, który odwiedził portugalskie sanktuarium. Do tego sanktuarium pielgrzymowali: Paweł VI (w 50 rocznicę objawień 13 maja 1967), Jan Paweł II (w 1982, 1991 i 2000), oraz Benedykt XVI (w 2010).

## Program pielgrzymki
- 12 maja

Tuż po godz. 14 papież wyleciał samolotem z Rzymu; przyleciał na lotnisko Monte Real Air Base w Monte Real o 16:11 czasu lokalnego. Po wylądowaniu papież spotkał się na lotnisku z prezydentem Portugalii Marcelo Rebelo del Sousą. Po spotkaniu odwiedził kaplicę na lotnisku. O 17:15 odleciał helikopterem do Fatimy. Następnie złożył wizytę w kaplicy objawień w sanktuarium fatimskim. O 21:30 w sanktuarium pobłogosławił świecę w tej kaplicy; po błogosławieństwie świec odbyło się nabożeństwo różańcowe i msza św. w wigilię 100.rocznicy objawień fatimskich pod przewodnictwem kard. Pietro Parolina, sekretarza stanu Stolicy Apostolskiej. 
- 13 maja

O 9:10 papież spotkał się z premierem Portugalii António Costą; przed 9:40 wrócił do sanktuarium fatimskiego. O 9:40 odwiedził Sanktuarium Matki Boskiej Różańcowej. O 10 odbyła się msza na placu sanktuarium, gdzie nastąpiła kanonizacja Franciszka i Hiacynty, w której uczestniczyło ponad milion osób. Po mszy papież wygłosił przemówienie do chorych. Wśród koncelebransów było ośmiu kardynałów i 135 biskupów z całego świata. O 13:30 odbył spotkanie z biskupami w Domu „NS Carmo”, spożywając z nimi obiad. O 14:45 odbyła się ceremonia pożegnalna na lotnisku Monte Real Air Base, po której papież odleciał do Rzymu. Samolot z papieżem wylądował o 19:20 na lotnisku w Rzymie.

## Źródła
- PELLEGRINAGGIO DEL SANTO PADRE FRANCESCO AL SANTUARIO DI NOSTRA SIGNORA DI FATIMA vatican.va [dostęp 2017-03-20]
- Franciszek w Fatimie niedziela.pl [dostęp 2017-05-13]